# Ålands landskapsvapen
Ålands landskapsvapen är det officiella vapnet för Åland och används av landskapets förvaltning.
Ålands län sammanföll geografiskt och till stor del även administrativt med landskapet. Därför fungerade landskapsvapnet även som länsvapen från 1918 fram till att Finlands länsindelning avskaffades vid utgången av 2009.

## Historia
Vid Gustav Vasas begravning 1560 saknades ett särskilt vapen för Åland, eftersom landskapet då räknades till Södra Finland. Öland var däremot representerat med ett vapen som visade en gyllene kronhjort i blått fält.
Det är troligt att Åland fick sitt första eget vapen vid Johan III:s kröning 1569. Detta bestod av två gyllene rådjur i blått fält, och senare tillkom nio rosor av silver. En förklaring till att Åland tilldelades eget vapen kan vara att Katarina Stenbock, Gustav Vasas änka, erhöll Åland i förläning.
Under 1590-talet skedde ett vapenbyte mellan Åland och Öland, vilket innebar att Åland fick den gyllene hjorten och Öland de båda rådjuren med silverrosor. Denna förändring har förklarats som en sammanblandning mellan landskapen på grund av likartade namn och motiv. Så sent som 1660 användes fortfarande de två rådjuren som Ålands vapen i vissa sammanhang.
År 1884 fastställdes Ölands vapen officiellt som två rådjur av guld och nio rosor av silver i blått. Riksheraldikerämbetet rekommenderade senare en återgång till det ursprungliga vapnet från 1560, och den 26 maj 1944 fastställdes ett nytt Ölandsvapen med en gjort med rött halsband och röd beväring för att särskilja det från Ålands vapen.
Åland har sedan 1590-talet behållit sitt landskapsvapen med en hjort. Den nuvarande blasoneringen fastställdes den 10 december 1952, främst efter en ritning av Gustaf von Numers. År 1962 introducerades en ny version ritad av Ahti Hammar.

## Djur i vapnet
Kronhjortar har aldrig levt vilt på Åland. Rådjur fanns däremot på ön under 1500- och 1600-talen, troligen inplanterade. På 1950- och 1960-talen återinfördes rådjur till Åland genom 41 inplanterade exemplar. På 2020-talet lever mellan 15 000 och 25 000 rådjur på Åland.

## Blasonering
Officiell blasonering på svenska: I blått fält en gående hjort av guld. Skölden krönes med grevskapets krona. Det finns även en officiell blasonering på finska.

## Bilder

Ölands tidigare landskapsvapen från 1560
Ålands ursprungliga landskapsvapen från 1569
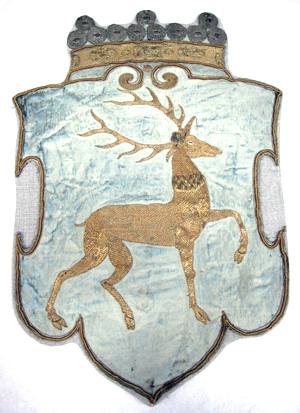
Ålands landskapsvapen broderat på schabrak vid Gustav II Adolfs begravning 1634